# Tỉnh của Đông Timor
Đông Timor về mặt hành chính chia thành 13 tỉnh (tiếng Bồ Đào Nha: município, trước là distrito). Tỉnh được chia thành các huyện (tiếng Bồ Đào Nha: posto administrativo, trước là subdistrito). Huyện được chia thành các xã thôn (suco). Toàn quốc gia Đông Timor có 14 tỉnh, 66 huyện và 452 xã thôn.

Bản đồ 13 tỉnh của Đông Timor

|    | Tỉnh      | Diện tích (km²) | Số hộ gia đình | Nhân khẩu | Mật độ dân cư (/km²) |
| -- | --------- | --------------- | -------------- | --------- | -------------------- |
| 1  | Lautém    | 1702            | 12998          | 55921     | 32,9                 |
| 2  | Baucau    | 1494            | 22659          | 100326    | 67,2                 |
| 3  | Viqueque  | 1781            | 15115          | 65245     | 36,6                 |
| 4  | Manatuto  | 1706            | 8338           | 36719     | 21,5                 |
| 5  | Dili      | 372             | 31575          | 173541    | 466,5                |
| 6  | Aileu     | 729             | 7745           | 37926     | 52,0                 |
| 7  | Manufahi  | 1325            | 8901           | 44950     | 33,9                 |
| 8  | Liquiçá   | 543             | 11063          | 54834     | 101,0                |
| 9  | Ermera    | 746             | 21165          | 103199    | 138,3                |
| 10 | Ainaro    | 797             | 11527          | 52476     | 65,8                 |
| 11 | Bobonaro  | 1368            | 18397          | 83034     | 60,7                 |
| 12 | Cova Lima | 1226            | 11820          | 52818     | 43,1                 |
| 13 | Oecusse   | 815             | 13659          | 57469     | 70,5                 |